# Hapag-Lloyd Flug
Hapag-Lloyd Flug era uma empresa fundada em 1972, da Alemanha.